# 二郎山 (四川省)
29°52′18″N 102°16′21″E / 29.8716°N 102.2724°E

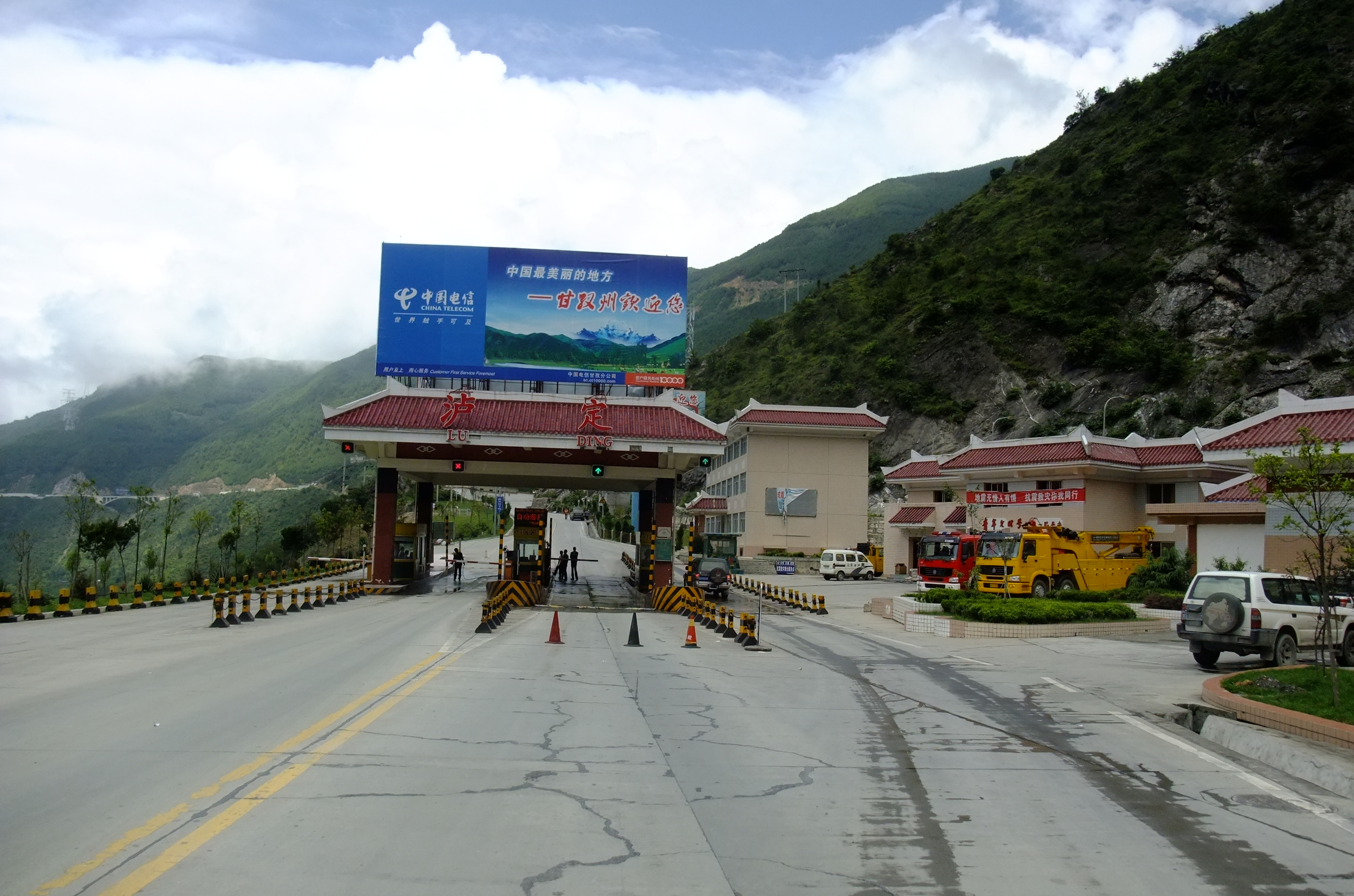
318国道二郎山隧道泸定收费站

二郎山是位于中国四川省雅安市和甘孜藏族自治州的一座山。川藏公路318国道途径此山。现建有二郎山隧道，为 318国道的一部分。
二郎山海拔3437米。